# La Vengeance du faucon d'or
Pour plus de détails, voir Fiche technique et Distribution.
La Vengeance du faucon d'or (Il falco d'oro) est un film de cape et d'épée italien réalisé par Carlo Ludovico Bragaglia et sorti en 1955.
Il s'agit d'une adaptation du roman espagnol Don Gil de las calzas verdes (es) (1615) de Tirso de Molina.

## Synopsis
À Sienne en Toscane en 1600, une haine séculaire divise les familles nobles Montefalco et Della Torre. Pour mettre fin à cet état de fait, un mariage entre Massimo Montefalco et Ines Della Torre est envisagé mais une jeune fille, Fiammetta, s'enfuit du château pour perturber les noces. Amoureuse de Massimo, elle se déguise en Faucon d'Or et tente de semer le trouble pour faire passer le jeune homme pour coupable, ce qui lui vaut d'être arrêté peu de temps après. 
Inès, cependant, ne veut pas renoncer au mariage et Massimo est libéré au bout de quelques jours. Fiammetta n'abandonne pas et lui donne un somnifère, ce qui fait qu'on le retrouve le lendemain matin dans les bras d'une servante complaisante. Après de nombreuses péripéties, il est convaincu de l'amour de Fiammetta et renonce à Ines pour l'épouser. Un autre marié sera prêt pour Inès, tandis que le vieux Della Torre épousera Gertrude di Montefalco, devenue veuve.

## Fiche technique
- Titre original italien : Il falco d'oro[1],[2]
- Titre français : La Vengeance du faucon d'or[3]
- Réalisateur : Carlo Ludovico Bragaglia
- Scénario : Alessandro Continenza, Italo De Tuddo d'après le roman Don Gil de las calzas verdes (es) (1615) de Tirso de Molina
- Photographie : Carlo Carlini, Marco Scarpelli (it)
- Montage : Mario Serandrei
- Musique : Carlo Rustichelli
- Décors : Ernest Kromberg
- Costumes : Giancarlo Bartolini Salimbeni (it)
- Maquillage : Guglielmo Bonotti
- Production : Ottavio Poggi
- Société de production : P.O. Film
- Pays de production :  Italie
- Langue originale : italien
- Format : Couleurs par Ferraniacolor - 2,35:1 - Son mono - 35 mm
- Durée : 90 minutes
- Genre : Film de cape et d'épée
- Dates de sortie :
  - Italie : 23 décembre 1955
  - France : 20 juin 1956[3]

## Distribution
- Anna Maria Ferrero : Fiammetta
- Nadia Gray : Ines Della Torre
- Massimo Serato : Massimo Montefalco
- Frank Latimore : Simone
- Carletto Sposito : Baccio
- Charles Fawcett : Ubaldo Della Torre
- Rose Alba : Geltrude di Montefeltro
- Arturo Bragaglia : le conducteur du chariot
- Umberto Sacripante : le paresseux
- Valeria Fabrizi : une servante
- Mariangela Giordano : une autre servante
- Enzo Musumeci Greco : le maître d'armes
- Aldo Pini : le premier ambassadeur de Della Torre
- Bruno Smith : deuxième ambassadeur de Della Torre

## Accueil critique
Selon filmdienst.de, il s'agit d'« Une parodie amusante des romans de chevalerie, dans lesquels les nobles se battent sans cesse pour les belles femmes et l'honneur de leur sexe. Vers la fin, le film, en grande partie amusant, s'essouffle ».